# Intermediate Capital Group
Intermediate Capital Group ist eine britische Investmentgesellschaft mit Sitz in London mit Niederlassungen in 13 Ländern. Sie ist einer der europäischen Marktführer im Bereich der Zwischenfinanzierung von Unternehmen. Die Tätigkeit gliedert sich in die zwei Bereiche Finanzierung von Zwischenkrediten und Portfolioverwaltung. Das Unternehmen ist an der Londoner Börse gelistet und Teil des FTSE 250 Index.

## Geschichte
Die Intermediate Capital Group (ICG) wurde 1989 in Großbritannien von sechs Anlageexperten gegründet. 1994 wurde ICG an der London Stock Exchange gelistet und begann mit der Verwaltung von Fonds im Auftrag von Drittinvestoren. 1995 wurde ein Büro in Paris eröffnet, und im Jahr 1998 wurden 50 Millionen Euro für den ersten europäischen Fonds eingesammelt. Das verwaltete Vermögen erreichte im Jahr 2000 den Wert von 1 Mrd. €. Im Jahr 2001 wurde die erste Niederlassung im asiatisch-pazifischen Raum in Hongkong eröffnet. Es folgte ein Engagement bei Picard, einem führenden französischen Distributor von Gourmet-Tiefkühlkost.
Es folgten die Niederlassungen Madrid 2003, Frankfurt 2004, Sydney 2006 und New York im Jahr 2007. Der erste Asien-Pazifik-Fonds wurde 2005 aufgelegt und schloss bei rund 600 Mio. €. Im folgenden Jahr erwarb ICG einen Anteil von 51 % an Longbow, einem britischen Immobilienfinanzierungsunternehmen.
Im Jahr 2012 wurde eine Direktkreditstrategie entwickelt als Reaktion auf die mangelnde Kapitalbereitstellung durch traditionelle Kreditgeber.
Im Jahr 2013 erreichte das verwaltete Vermögen einen Rekordwert von 12,9 Mrd. €. Die Expansion im asiatisch-pazifischen Raum wurde mit neuen Büros in Singapur und Japan fortgesetzt. Im Jahr 2014 wurde der ausstehende Restbetrag von 49 % an Longbow erworben.
2015 wurde Graphite Enterprise Trust, ein Private-Equity-Investment-Trust, übernommen und in ICG Enterprise Trust umbenannt. Es ist im FTSE 250 Index gelistet. Im Jahr 2020 wurde das Unternehmen in den britischen Leitindex FTSE 100 aufgenommen, eine erste Euroanleihe in Höhe von 500 Mio. € platziert, ein neuer Londoner Hauptsitz bezogen und eine Niederlassung in Mailand eröffnet. Das gesamte verwaltete Vermögen betrug am 30. Juni 2022 71,3 Milliarden US-Dollar.